# Гинзбург, Илья Исаакович
Илья Исаакович Ги́нзбург (13 [25] января 1882, Москва — 15 апреля 1965, Москва) — советский геохимик и минералог. Один из основоположников геохимических методов поиска полезных ископаемых. Доктор геолого-минералогических наук (1943), профессор, заслуженный деятель науки и техники РСФСР (1957), Лауреат сталинской премии (1946) — за открытие месторождений никелевых руд на Южном Урале.

## Биография
Родился 13 (25) января 1882 года, в семье мещан Братья: Григорий, Матвей.
В 1902—1904 годах учился во Фрайбергской горной академии (Германия).
В 1913 году окончил Петербургский политехнический институт и стал работать там же.
В 1923—1925 годах в командировке в Германии (Берлин).
Работал геологом-экономистом учётно-экономического отдела Геологического комитета. Член Комиссии по изучению производительных сил России (КЕПС).
12 декабря 1928 года был арестован и по статье 58 (Дело Геолкома), пункт 7 (промышленный саботаж) приговорён к 10 годам исправительных лагерей, 13 октября 1929 года прибыл в Ухту. Работал в поисковых и промысловых группах, в том числе исследовал радий и минерализованные воды (условия залегания и промышленное значение). Весной 1930 года стал первым руководителем и организатором химической лаборатории (насчитывавшей около 30 человек). Переведен на вольное поселение 20 июня 1931 года, через 2 месяца освобождён под наблюдение. В феврале 1932 года привезён в Москву, 1 марта на заседании СОПСа (Совет по изучению производительных сил) сделал доклад о жидких радиевых рудах Ухты. По его докладу было принято решение о промышленном освоении разведанного месторождения. Освобождён в 1934 году, 27 июля 1936 года снята судимость.
Работал в Биогеохимической лаборатории АН СССР в Москве.
В 1956—1963 годах заведующий отделом экзогенных рудных месторождений Института геологии, петрографии, минералогии и геохимии (ИГЕМ АН СССР).
Скончался 15 апреля 1965 года. Похоронен в Москве на Новом Донском кладбище, участок 4.

## Семья
- Сын — минералог А. И. Гинзбург (1917—1984).

## Награды и премии
- 1945 — орден Трудового Красного Знамени (10.06.1945)
- 1946 — Сталинская премия третьей степени, за открытие месторождений никелевых руд и геологические работы, обеспечивающие создание сырьевой базы для Южно-Уральского никелевого завода
- 1957 — заслуженный деятель науки и техники РСФСР.